# 高森紀夫
高森 紀夫（たかもり のりお、1940年11月10日 - ）は、日本中央競馬会 (JRA) ・美浦トレーニングセンターの柄崎義信、佐藤嘉秋、上原博之厩舎に所属した元騎手の元調教助手。北海道出身。退職後は競馬予想業を経営する。

## 略歴
- 1957年 - 北海道道営競馬（現ホッカイドウ競馬）騎手免許取得
- 1963年 - 日本中央競馬会騎手免許取得
- 1975年 - 騎手引退
- 1975年 - 日本中央競馬会調教助手承認
- 2005年 - 日本中央競馬会調教助手定年退職

## 表彰歴
- 2004年 - 日本中央競馬会優秀調教助手賞（関東）

## おもな騎乗馬
- ソロナオール（1972年菊花賞3着、有馬記念3着）

## おもな担当馬
- ダイワメジャー（2004年皐月賞、2006年天皇賞（秋）、マイルチャンピオンシップ、2007年安田記念、マイルチャンピオンシップ）